# Miranda July
Miranda July (nascida Miranda Jennifer Grossinger; 15 de fevereiro de 1974) é uma diretora, roteirista, atriz e escritora americana. Seus trabalhos incluem filmes (longa-metragem e curta-metragem), livros de ficção, monólogos no teatro e performances artísticas ao vivo. Ela escreveu, dirigiu e estrelou os filmes Eu, Você e Todos que Conhecemos (2005) e O Futuro (2011) e escreveu e dirigiu Kajillionaire (2020). Ela é autora de um livro de contos, No One Belongs Here More Than You (2007); uma coleção de contos de não-ficção, It Chooses You (2011); e os romances The First Bad Man (2015) e All Fours (2024).

## Filmografia

### Longas-metragem
- Me and You and Everyone We Know (2005) – wrote, directed, and acted
- The Future (2011) – wrote, directed, and acted
- Kajillionaire (2020) – wrote and directed

### Curtas-metragem
- I Started Out with Nothing and I Still Have Most of It Left
- Atlanta (1996) – appeared on Audio-Cinematic Mix Tape (Peripheral Produce)
- The Amateurist (1998)
- A Shape Called Horse (1999) – appeared on Video Fanzine #1 (Kill Rock Stars)
- Nest of Tens (1999) (Peripheral Produce)
- Getting Stronger Every Day (2001) – 6 mins 30 secs, appeared on Peripheral Produce: All-Time Greatest Hits: a collection of experimental films and videos (Peripheral Produce)
- Haysha Royko (2003) – 4 mins
- Are You the Favorite Person of Anybody? (2005) – appeared on Wholphin issue 1
- Somebody (2014), Miu Miu's Women's Tales 8 – 10 mins 14 secs
- Miranda July Introduces the Miranda (2014) – advertisement for a handbag designed by July and Welcome Companions. With music by JD Samson.

### Outros trabalhos audiovisuais
- Fire of Love (2022) – narration by July
- Jesus' Son (1999) (Lions Gate Entertainment) – acted
- The Center of the World (2001) – co-wrote story
- Madeline's Madeline (2018) – acted
- Turn It Around: The Story of East Bay Punk (2017) – appearance as herself
- The Portland Girl Convention (1996) by Emily B. Kingan – documentary
- The Subconscious Art of Graffiti Removal (2001) by Matt McCormick – with narration by July

### Videoclipes
- "Get Up" by Sleater-Kinney (1999) – directed by July
- "Top Ranking" by Blonde Redhead (2007) – July acts in the video, directed by Mike Mills
- "Hurry On Home" by Sleater-Kinney (2019) – directed, plus a cameo appearance

### Romances
- No One Belongs Here More Than You: Stories. (2007)
- It Chooses You (2011)
- O Primeiro Homem Mau - no original The First Bad Man: A Novel (2015)
- Miranda July (2020)
- De Quatro - no original All Fours (2024)

### Colaborações
- Learning to Love You More - com Harrell Fletcher (2007)
- Services - com Jay Benedicto (2011).

### Contos
- Jack and Al - para a Mississippi Review (2002)
- The Moves - para a Tin House (2003)
- This Person - para a Bridge Magazine (2003)
- Birthmark - para a Paris Review (2003)
- Frances Gabe's Self Cleaning House - para a revista Nest (2003)
- It Was Romance - para a Harvard Review (2003)
- Making Love in 2003 - para a Paris Review (2003)
- The Man on the Stairs - para a Fence Magazine (2004)
- The Boy from Lam Kien - para a Cloverfield Press (2005)
- The Shared Patio - para a Zoetrope: All-Story (2005)
- Something That Needs Nothing - para a The New Yorker (2006)
- Majesty - para a Timothy McSweeney's Quarterly Concern (2006)
- The Swim Team - para a Harper's Magazine (2006)
- Roy Spivey - para a The New Yorker (2007)
- The Metal Bowl - para a The New Yorker (2017)